# Tournoi des Cinq Nations 1926
Navigation
Tournoi 1925 Tournoi 1927
Le Tournoi des Cinq Nations 1926, se déroulant du 2 janvier au 5 avril 1926, est remporté conjointement par l'Écosse et l'Irlande, tandis que la France est dernière pour la neuvième fois en douze éditions.
L'Irlande et le pays de Galles recevant dans deux villes différentes, la compétition a lieu dans sept stades.

## Classement
| Rang | Nation         | J | V | N | D | Pm | Pe | Diff | Pts |
| ---- | -------------- | - | - | - | - | -- | -- | ---- | --- |
| 1    | Écosse (T)     | 4 | 3 | 0 | 1 | 45 | 23 | +22  | 6   |
| 1    | Irlande        | 4 | 3 | 0 | 1 | 41 | 26 | +15  | 6   |
| 3    | Pays de Galles | 4 | 2 | 1 | 1 | 26 | 24 | +2   | 5   |
| 4    | Angleterre     | 4 | 1 | 1 | 2 | 38 | 39 | -1   | 3   |
| 5    | France         | 4 | 0 | 0 | 4 | 11 | 49 | -38  | 0   |

|  | Vainqueurs conjoints du Tournoi |
|  | T : Tenante du titre 1925.      |

- L'Écosse victorieuse ex æquo avec l'Irlande du Tournoi a seile les meilleures attaque, défense

## Attribution des points de classement
Barème des points de classement (Pts) : deux points  pour une victoire, un point pour un match nul, rien en cas de défaite.

## Résultats
| 2 janvier 1926, Colombes   | France         | 06 - 20 | Écosse         |
| 16 janvier 1926, Cardiff   | Pays de Galles | 03 - 3  | Angleterre     |
| 23 janvier 1926, Belfast   | Irlande        | 11 - 0  | France         |
| 6 février 1926, Édimbourg  | Écosse         | 08 - 5  | Pays de Galles |
| 13 février 1926, Dublin    | Irlande        | 19 - 15 | Angleterre     |
| 27 février 1926, Londres   | Angleterre     | 11 - 0  | France         |
| 27 février 1926, Édimbourg | Écosse         | 00 - 3  | Irlande        |
| 13 mars 1926, Swansea      | Pays de Galles | 11 - 8  | Irlande        |
| 20 mars 1926, Londres      | Angleterre     | 09 - 17 | Écosse         |
| 5 avril 1926, Colombes     | France         | 05 - 7  | Pays de Galles |

## Les matches de la France
Feuilles de match des rencontres du Quinze de France :

### France - Écosse
| Samedi 2 janvier 1926 Beau temps | France Capitaine : Cassayet              | 6 - 20 (0-9) | Écosse Capitaine : Drysdale                                                                          | Stade de Colombes (Bon terrain) 35 000 spectateurs Arbitre : M.Llewellyn |
| Samedi 2 janvier 1926 Beau temps | Essai(s) : Piquiral Pénalité(s) : Gonnet |              | Essai(s) : 5 A Wallace (3), J Bannerman (2) Transformation(s) : 1/5 Drysdale Pénalité(s) : A Gillies | Stade de Colombes (Bon terrain) 35 000 spectateurs Arbitre : M.Llewellyn |
| Samedi 2 janvier 1926 Beau temps |                                          |              | | Stade de Colombes (Bon terrain) 35 000 spectateurs Arbitre : M.Llewellyn |

### Irlande - France
| Samedi 23 janvier 1926 Beau temps frais | Irlande Capitaine : W Crawford                                                                  | 11 - 0 (8-0) | France Capitaine : Cassayet | Ravenhill, Belfast (Bon terrain) 20 000 spectateurs Arbitre : M.Lawry |
| Samedi 23 janvier 1926 Beau temps frais | Essai(s) : 2 F Hewitt, G Stephenson Transformation(s) : 1/2 W Crawford Pénalité(s) : W Crawford |              |                             | Ravenhill, Belfast (Bon terrain) 20 000 spectateurs Arbitre : M.Lawry |
| Samedi 23 janvier 1926 Beau temps frais |                                                                                                 |              |                             | Ravenhill, Belfast (Bon terrain) 20 000 spectateurs Arbitre : M.Lawry |

### Angleterre - France
| Samedi 27 février 1926 Temps gris et froid | Angleterre Capitaine : Wakefield                                               | 11 - 0 (6-0) | France Capitaine : du Manoir | Twickenham, Londres (Bonne pelouse) 50 000 spectateurs Arbitre : M.Freethy |
| Samedi 27 février 1926 Temps gris et froid | Essai(s) : 3 T Francis, A Aslett, H Kittermaster Transformation(s) : T Francis |              |                              | Twickenham, Londres (Bonne pelouse) 50 000 spectateurs Arbitre : M.Freethy |
| Samedi 27 février 1926 Temps gris et froid |                                                                                |              |                              | Twickenham, Londres (Bonne pelouse) 50 000 spectateurs Arbitre : M.Freethy |

### France - pays de Galles
| Lundi 5 avril 1926 Beau temps | France Capitaine : Jauréguy                      | 5 - 7 (5-0) | Pays de Galles Capitaine : W Delahay   | Stade de Colombes (Bon terrain) 35 000 spectateurs Arbitre : M.Harland |
| Lundi 5 avril 1926 Beau temps | Essai(s) : G Gérintes Transformation(s) : Gonnet |             | Essai(s) : D Jones Drop(s) : R Cornish | Stade de Colombes (Bon terrain) 35 000 spectateurs Arbitre : M.Harland |
| Lundi 5 avril 1926 Beau temps |                                                  |             |                                        | Stade de Colombes (Bon terrain) 35 000 spectateurs Arbitre : M.Harland |